# Aurora (ópera)
Aurora es una ópera argentina de Héctor Panizza. Fue la primera ópera estrenada en la temporada inaugural del Teatro Colón de Buenos Aires. El aria principal originó la "Canción a la bandera" ("Alta en el cielo"), que se conoce con el mismo título de modo independiente a la ópera completa y es una de las canciones oficiales del Estado Argentino.

## Historia
La ópera fue compuesta por el músico argentino Héctor Panizza (1875-1967), formado en el conservatorio Giuseppe Verdi de Milán, director de orquesta y autor de varias obras del repertorio lírico. Se estrenó en septiembre de 1908, coincidiendo con la inauguración del edificio del actual Teatro Colón de Buenos Aires. Es una pieza creada para exaltar los ideales patrióticos en vísperas de la celebración del Centenario. 
El libreto de la pieza es de Luigi Illica, responsable de los textos de Tosca, Madama Butterfly y La Bohème de Puccini y de Andrea Chénier, de Umberto Giordano. Para acompañar al italiano y suministrarle la información histórica y el contexto nacional que debía dar sentido y referencia al argumento se sumó como argumentista el argentino Héctor Cipriano Quesada.
El estilo musical se enmarca dentro de la corriente verista, imperante en ese tiempo, con un estilo heroico y lírico, cuya sonoridad musical emparenta a ésta ópera con otras obras contemporáneas, como "Andrea Chenier" de Umberto Giordano, o "Adriana Lecouvrer" de Francesco Cilea. Se caracteriza por el uso del "leitmotiv" y del cromatismo post-wagneriano, característico de la Escuela italiana posterior al estilo de Giuseppe Verdi. 
Aurora fue repuesta en el Teatro Colón en 1909, 1945, 1953, 1955, 1965, 1966, 1983, 1999 y 2024.

## Tema
El título coincide con el nombre de la heroica y trágica protagonista y simultáneamente remite en forma metafórica a la alborada de la Independencia nacional, ya que la acción transcurre durante los sucesos de mayo de 1810 en la provincia de Córdoba y aparecen personajes históricos puntuales como Santiago de Liniers y Güemes. 
La pareja romántica son el joven patriota Mariano y la bella Aurora, que es la hija del jefe de las fuerzas españolas en la ciudad mediterránea. Las tribulaciones de los amantes ocurren durante los hechos de la lucha por la Independencia.
La obra tiene tres actos.

## Argumento
La ópera, en tres actos, está ambientada en Argentina. 

### Acto Primero
Se desarrolla en el aula donde ha sido instalada la biblioteca. En la iglesia y convento de la Compañía de Jesús, en Córdoba, se encuentran los novicios Mariano y Raymundo, quienes hallan un pedazo de papel en el que se lee: Jóvenes: ¡Salud a la aurora que surge en el cielo de la Patria! La lucha por la Independencia principia hoy, 25 de mayo; hoy comienza la Patria" y otro mensaje que dice: ¿Córdoba únicamente ha de ver agitarse contra la patria el estandarte de la reacción? ¡No, Córdoba no ha de ser vil! ¡Muerte a Liniers y a Ignacio de la Puente! Jóvenes: vuestro convento domina la plaza. Liniers ha escondido allí armas y municiones. Abrid esta noche el convento al pueblo y entregadle las armas, o todo se habrá perdido". Ante la perplejidad de todos Mariano reacciona y los gana para la causa patriótica. Ante el inesperado pronunciamiento, los jefes realistas deciden convertir la iglesia en fortaleza. Mariano se encuentra ante un dilema terrible: al enamorarse de Aurora, hija del jefe realista don Ignacio, no se atreve a ceder a su amor por no traicionar la causa que se propone defender. Al final del acto, la llegada de los patriotas interrumpe sus vacilaciones, al mismo tiempo que las campanas del convento anuncian un nuevo día..

### Acto Segundo
En el segundo acto, la escena se traslada a la residencia de don Ignacio de la Puente. Una comisión de patriotas, al frente de la cual se hallan don Lucas, Mariano y Raymundo, penetra en el palacio para exigir la rendición de las tropas realistas. El jefe español se niega rotundamente; ante la insistencia de los delegados, les expresa que dará su respuesta definitiva al despuntar la aurora. Mientras que don Ignacio toma las medidas necesarias de precaución, Mariano, en traje de seminarista, entra sigilosamente a la residencia y le explica a Aurora sus ideales de libertad, a los que deberán sacrificarse hasta los anhelos más queridos del corazón.

### Acto Tercero
El tercer acto transcurre en una estancia cordobesa. Al anochecer, don Ignacio se entera del fusilamiento de Liniers. Ante esta  situación decide dejar a su hija en un convento hasta que haya pasado la tormenta de la revolución. Momentos después, se lleva ante el jefe español a un prisionero. Aurora lo reconoce enseguida: es Mariano. No puede evitar una exclamación de asombro, que hace comprender a su padre que existe entre ambos una relación sentimental. Lo condena a muerte por espía y traidor. Una feliz conspiración les hace posible la fuga. Los amantes aprovechan la circunstancia pero los centinelas los sorprenden y una bala infortunada hiere a la joven. La desgraciada muchacha, postrada en el suelo, ve alborear el día. Al elevarse radiante el sol de la libertad de América, exclama: "Mirad, es la aurora. Dios la escribe en el cielo con el sol y en la tierra con su sangre" y expira en brazos de su amante.

## Aria
Fue famosa un aria de la obra que cantaba el tenor Amedeo Bassi (Mariano) al final del segundo acto, en un “intermedio épico” en que se descubría en la figura de un águila que planeaba en lo alto la imagen de la bandera nacional y le cantaba. 
Ese segmento fue un éxito y se pedía la repetición del mismo durante las representaciones. Conocido originalmente como "Canción a la Bandera" es la canción que se separó para ser cantada en las escuelas de la Argentina con el nombre de toda la Ópera, "Aurora".
Durante el gobierno de 1943 se le encargó a Josué Quesada traducir el libreto junto a Ángel Petitta. Esa versión en castellano se estrenó otra vez en el Colón el 9 de julio de 1945, ante el presidente Edelmiro Farrell y el vicepresidente coronel Juan Domingo Perón. De nuevo el éxito de la ópera y del aria fueron grandes y más tarde un decreto oficial convirtió a la Canción a la bandera en canción obligatoria para los escolares argentinos.

### Traducción
La traducción efectuada del texto original italiano resultó sumamente creativa, consignando términos que no existen en castellano, errores de interpretación, así como referencias a elementos desconocidos en la Argentina. La referencias a un "águila guerrera" se entiende entre las referencias clasicistas a la mitología greco-latina, donde se compara un águila de color azul y blanco a la bandera nacional.
El escritor Juan Sasturain escribe sobre los neologismos: 

"En el original italiano, no hay “aurora irradial” (no existe en castellano) sino “aureola irradiale”, es decir: la aureola de rayos del amanecer que, como la que ilumina la cabeza de los santos, ilumina al águila (...) se traduce el verso “il rostro d’or punta di freccia appare” como “punta de flecha el áureo rostro imita”, cuando “rostro” es “pico” en italiano: es decir que el pico del águila, iluminado, parece una punta de flecha, el extremo metálico del asta. (...) el verso “Y forma estela al purpurado cuello” [...] por “porpora il teso collo forma stelo”, que quiere decir (...) que enrojecen (los rayos del sol) el tenso, alargado cuello (del águila) y forman el tallo (“stelo”, no es “estela”), el asta de la bandera. "